# Walter Davis (atleta)
Walter L. Davis (Lafayette, 2 luglio 1979) è un triplista e lunghista statunitense, campione mondiale di salto triplo a Helsinki 2005.

## Biografia
Davis vinse i Mondiali 2005 e i Mondiali indoor 2006. Comunque, l'evento di maggiore fama è accaduto durante i Giochi olimpici di Atene 2004, deve nell'ultimo turno di finale fece un salto straordinario, ma durante l'atterraggio del quale perse il controllo, e il suo piede colpì la sabbia una significativa distanza dietro il suo fondoschiena, che è la zona del corpo che di solito tocca la sabbia per prima. Il salto si dovette misurare dal primo contatto del corpo sulla sabbia, il piede, e fu un 17,63 metri ufficiale. La distanza del salto da dove il suo fondoschiena toccò la sabbia fu al minimo 18 metri, secondo le analisi del video.
Si spera che gli ingegneri biomeccanici o aeronautici o altri fisici con accesso a sofisticati software di traiettoria, studiando questo video daranno eventualmente una stima accurata della distanza del fondoschienta dalla pedana di salto.

## Palmarès
| Anno | Manifestazione  | Sede       | Evento         | Risultato | Prestazione | Note                                     |
| ---- | --------------- | ---------- | -------------- | --------- | ----------- | ---------------------------------------- |
| 2000 | Giochi olimpici | Sydney     | Salto triplo   | 11º       | 16,61 m     |                                          |
| 2001 | Mondiali        | Edmonton   | Salto triplo   | 5º        | 17,20 m     |                                          |
| 2003 | Mondiali indoor | Birmingham | Salto triplo   | Argento   | 17,35 m     |                                          |
| 2003 | Mondiali        | Parigi     | Salto in lungo | 7º        | 8,02 m      |                                          |
| 2003 | Mondiali        | Parigi     | Salto triplo   | 15º (q)   | 16,60 m     |                                          |
| 2004 | Giochi olimpici | Atene      | Salto in lungo | 23º (q)   | 7,80 m      |                                          |
| 2004 | Giochi olimpici | Atene      | Salto triplo   | 11º       | 16,78 m     |                                          |
| 2005 | Mondiali        | Helsinki   | Salto in lungo | 19º (q)   | 7,42 m      |                                          |
| 2005 | Mondiali        | Helsinki   | Salto triplo   | Oro       | 17,57 m     | Miglior prestazione personale stagionale |
| 2006 | Mondiali indoor | Mosca      | Salto triplo   | Oro       | 17,73 m     | Miglior prestazione personale            |
| 2007 | Mondiali        | Osaka      | Salto in lungo | nm (q)    | nm (q)      |                                          |
| 2007 | Mondiali        | Osaka      | Salto triplo   | Bronzo    | 17,33 m     | Miglior prestazione personale stagionale |
| 2009 | Mondiali        | Berlino    | Salto triplo   | 22º (q)   | 16,62 m     |                                          |
| 2010 | Mondiali indoor | Doha       | Salto triplo   | 15º (q)   | 16,33 m     |                                          |
| 2011 | Mondiali        | Taegu      | Salto triplo   | 23º (q)   | 16,12 m     |                                          |

## Altre competizioni internazionali
2002
- 6º alla Grand Prix Final ( Parigi), salto triplo - 16,89 m
- Argento in Coppa del mondo ( Madrid), salto triplo - 17,23 m

2003
- Argento alla World Athletics Final ( Monaco), salto triplo - 17,09 m

2004
- 7º alla World Athletics Final ( Monaco), salto triplo - 16,83 m

2005
- Bronzo alla World Athletics Final ( Monaco), salto triplo - 17,23 m

2006
- Bronzo alla World Athletics Final ( Stoccarda), salto triplo - 16,98 m
- Oro in Coppa del mondo ( Atene), salto triplo - 17,54 m

2007
- Oro alla World Athletics Final ( Stoccarda), salto triplo - 17,35 m

2008
- 4º alla World Athletics Final ( Stoccarda), salto triplo - 16,94 m